# آلساندرو مومو
آلساندرو مومو (به ایتالیایی: Alessandro Momo)؛ (زاده ۲۶ نوامبر ۱۹۵۶ – درگذشته ۱۰ مه ۱۹۷۴) بازیگر اهل ایتالیا بود.
از فیلم‌هایی که وی در آن نقش داشته است، می‌توان به بوی خوش زن، عشاق و دیگر وابستگان و بداندیش اشاره کرد.

## درگذشت
او در سال ۱۹۷۴ درست یک هفته قبل از تولد ۱۸ سالگی‌اش در یک تصادف درگذشت؛ و در گورستان ورانو به خاک سپرده شد.